# Stazione di Centola-Palinuro-Marina di Camerota
La stazione di Centola-Palinuro-Marina di Camerota è una fermata ferroviaria posta sulla linea Battipaglia-Reggio Calabria. Situata a San Severino, frazione del comune di Centola, serve anche i centri abitati di Palinuro e di Marina di Camerota. 

## Storia
Fino al 4 febbraio 2018 era denominata semplicemente "Centola"; in tale data assunse la nuova denominazione di "Centola-Palinuro-Marina di Camerota". Non va confusa con la vicina stazione di Pisciotta-Palinuro, posta poco più a ovest, che la precede provenendo da Napoli sulla linea tirrenica.

## Strutture e impianti
La fermata, posta alla progressiva chilometrica 78+808 fra il posto di movimento di San Mauro la Bruca e la stazione di Celle Bulgheria-Roccagloriosa, conta due binari, uno per ogni senso di marcia, serviti da due 
marciapiedi laterali.